# Personaggi di Hetalia Axis Powers
Questa è la lista dei personaggi di Hetalia Axis Powers, manga scritto e illustrato da Hidekaz Himaruya.

## Potenze dell'Asse

### Nord Italia

Feliciano Vargas nell'anime

Feliciano Vargas (フェリシアーノ・ヴァルガス?, Ferishiano Varugasu) o più semplicemente Veneziano (ヴェネチアーノ?, Venechiāno), rappresenta la parte nord dell'Italia e fa parte delle Potenze dell'Asse assieme a Germania e Giappone. Ha i capelli corti, castani e indossa un'uniforme azzurra. Feliciano è un giovane spensierato che ama la pasta, la pizza e il gelato. Nonostante sia un discendente del grande Impero Romano, non ama combattere ed è una nazione debole che ricorre sempre all'aiuto di Germania per qualunque evenienza. Sebbene gli sia molto legato, non lo sta mai a sentire. Difatti senza nessun tipo di esperienza nel campo militare più volte ha tentato senza successo di attaccare le nazioni nemiche e questi ogni volta accorreva in suo aiuto. Quando era piccolo, Veneziano viveva in una grande casa insieme ad Austria e Ungheria, e molto spesso veniva scambiato per una bambina per via dei suoi vestiti femminili. Produce molto spesso degli strani suoni vocali, come l'intercalare "Veh". I suoi hobby sono cucinare, cantare e disegnare. È doppiato da Daisuke Namikawa.

### Germania
Ludwig (ルートヴィッヒ?, Rūtoviggu) rappresenta la Germania e fa parte delle Potenze dell'Asse assieme a Italia e Giappone. Ha un fratello più grande in rappresentanza della Prussia, Gilbert Beilschmidt,  che lo chiama "West", cioè Ovest. Ludwig è alto, muscoloso, dai capelli biondi tirati all'indietro e gli occhi azzurri. Indossa la divisa da soldato SS di colore blu-grigio e spesso è raffigurato con al collo la tipica Croce di Ferro prussiana. Serio, diligente, dedito alle regole e amante della disciplina, ma anche molto riservato. Come alleato di Italia si incarica di curarlo e istruirlo, ma il ragazzo non ubbidisce quasi mai preferendo l'ozio e il cibo all'addestramento. In questo Ludwig si dimostra estremamente paziente, nonostante gli innumerevoli casi in cui ha dovuto aiutare il giovane negli scontri con le Forze Alleate e in azioni banali come allacciarsi le scarpe. Ama portare a spasso i suoi cani, preparare torte. È doppiato da Hiroki Yasumoto.

### Giappone
Kiku Honda (本田 菊?, Honda Kiku) rappresenta il Giappone e fa parte delle Potenze dell'Asse assieme a Italia e Germania. Basso, magro, dai capelli corti e neri e occhi scuri, dall'espressione quasi sempre seria. Porta un'uniforme marittima bianca con dei segni neri e dorati. Ha 16 anni, è un ragazzo calmo, serio e gran lavoratore. Non ha molta conoscenza del mondo esterno e perciò impiega molto tempo a relazionarsi con le altre nazioni; nonostante ciò è però molto interessato a imparare dalle altre culture. Ha un forte senso del pudore e detesta i contatti fisici; si comporta spesso come una persona anziana anche se assume numerosi comportamenti da otaku. Mentre gli altri ritengono la sua isola una terra incomprensibile, lui la considera assolutamente normale. Adora i gatti. È doppiato da Hiroki Takahashi.

## Alleati

### America
Alfred F. Jones (アルフレッド・F・ジョーンズ?, Arufureddo Efu Jōnzu) rappresenta gli Stati Uniti d'America e fa parte delle Forze Alleate assieme a Inghilterra, Francia, Russia e Cina. È una delle nazioni più alte, dopo la Russia. Ha i capelli corti e biondi, con un ciuffo rivolto verso l'alto. Ha gli occhi azzurri e porta un paio di occhiali. La sua uniforme è color marrone chiaro e sopra di essa indossa una giacca da pilota. È quasi sempre raffigurato con in mano un hamburger o un bicchiere di cola. Dato che mangia quasi sempre cibo spazzatura, ha una pancia che si ostina sempre a nascondere. Alfred è un ragazzo forte, vigoroso e sempre di buon umore, fissato con la giustizia e la libertà. Non si fa mai i fatti suoi e non è mai consapevole del contesto in cui si trova, anche se si mette sempre al centro dell'attenzione per cercare di prendere in mano la situazione. È stato allevato da piccolo da Inghilterra con il quale poi ha combattuto per l'indipendenza. Amante delle cose strane e del paranormale, ha come amico un piccolo alieno di nome Tony, ha terrore dei film horror. I suoi hobby sono lo sport, i film, l'avventura e l'archeologia. È doppiato da Konishi Katsuyuki.

### Inghilterra
Arthur Kirkland (アーサー・カークランド?, Āsā Kākurando) rappresenta l'Inghilterra e fa parte delle Forze Alleate assieme a Stati Uniti d'America, Francia, Russia e Cina. Ha i capelli corti biondi, gli occhi verdi e ha delle folte sopracciglia. Indossa una divisa militare color verde nella maggior parte del tempo. Quando non ha indosso la divisa, solitamente si veste in modo rock/punk. Arthur è stato per molti secoli una nazione potentissima. Ha allevato il piccolo America per poi combattere con lui contro la sua volontà di diventare stato indipendente. È sfrontato, imprudente e si esprime il più delle volte con toni grossolani, anche se afferma di essere un gentleman, quando si mette a bere il tè. Cucina malissimo. Immagina di parlare con delle creature fantastiche e fantasmi che solo lui riesce a vedere e sentire, compreso un coniglietto verde con le ali: Flying Mint Bunny. Nonostante questo, i suoi tentativi di ricorrere alla magia sono miseramente falliti. Fa fatica ad aprirsi con gli altri e molto spesso viene frainteso, perciò dimostra un comportamento cinico e scontroso verso le altre persone, anche se di natura è molto sensibile e sentimentale, lato del suo carattere che in pochi conoscono. Ha come hobby ascoltare musica rock, il ricamo e criticare pesantemente gli altri. È doppiato da Noriaki Sugiyama.

### Francia
Francis Bonnefoy (フランシス・ボヌフォア?, Furanshisu Bonufoa) rappresenta la Francia e fa parte delle Forze Alleate assieme a Stati Uniti d'America, Inghilterra, Russia e Cina. Ha capelli biondi e mossi, lunghi fino alle spalle e occhi blu. Sul mento porta un leggero pizzetto che, a suo parere, gli dona un aspetto più maturo, tende infatti a considerarsi un "fratello maggiore" nei confronti delle altre nazioni. Indossa un lungo cappotto blu, una mantellina del medesimo colore sulle spalle e un paio di pantaloni rossi; ai piedi porta degli stivali marroni con risvolti bianchi. Viene raffigurato spesso con in mano una rosa rossa o un calice di vino francese. Francia è stato una delle nazioni più potenti del mondo fino al giorno della morte di Napoleone Bonaparte, dopo la quale ha quasi perso ogni capacità di combattere, facendo quindi affidamento principalmente sulla sua agricoltura; tende inoltre ad attribuire la causa dei suoi insuccessi a delle disattenzioni da parte di Dio. Si trova spesso in rivalità con Inghilterra per via del loro carattere notevolmente diverso e del loro passato travagliato da numerose guerre, nonostante questo, in alcune situazioni, i due vanno d'accordo e non esitano ad allearsi quando qualcuno si intromette nei loro litigi. Dal carattere vanitoso e malizioso, è un amante del bello e per questo tende ad innamorarsi di qualunque persona o cosa che reputi attraente. È doppiato da Masaya Onosaka.

### Russia
Ivan Braginski (イヴァン・ブラギンスキ?, Ivan Buraginsuki) rappresenta la Russia e fa parte delle Forze Alleate assieme a Stati Uniti d'America, Inghilterra, Francia e Cina. Ha due sorelle, Bielorussia e Ucraina. È la più alta fra le nazioni, ha i capelli biondo cenere e gli occhi viola. Indossa un cappotto marrone e una lunga sciarpa bianca. Viene raffigurato spesso con in mano una bottiglia di vodka, un tubo di rubinetto o un piccone. Nonostante appaia come un uomo calmo e gentile, in realtà Ivan è stato assai influenzato da un'infanzia crudele travagliata da guerre e sangue, che ha deviato la sua personalità, e ne è uscito completamente pazzo. La sua crudeltà è paragonabile a quella dei bambini, per cui il più delle volte neanche lui si rende conto delle sue azioni. Il Generale Inverno lo va a trovare ogni anno, cosa che gli ha fatto odiare il freddo. Il suo sogno è di vivere in un posto caldo circondato da girasoli. Ivan a volte termina le sue frasi con da, l'equivalente russo di "sì". Per intimidire qualcuno, recita una specie di canto, "kolkolkol". È doppiato da Yasuhiro Takato.

### Cina
Wang Yao (王耀?, Wanyao) rappresenta la Cina e fa parte delle Forze Alleate assieme a Stati Uniti d'America, Inghilterra, Francia e Russia. Yao ha i capelli castano scuro lunghi, raccolti in una coda e gli occhi castani. Indossa l'uniforme militare cinese. Una delle nazioni più vecchie, crede molto nella religione. È un tipo allegro e vivace, anche se lo ritroviamo in momenti malinconici dove si sofferma a pensare a quanto il mondo che lo circonda sia cambiato. Ama la cucina e tutto ciò che è tenero, come i panda e un gattino di nome Shinatty-chan. Gli piace molto disegnare, ha uno spiccato senso artistico e spesso lo si vede realizzare dei quadri molto elaborati. Termina spesso le frasi con il suffisso aru, una parodia giapponese della lingua cinese. Inoltre sia nel manga che nell'anime si vede che fu lui a trovare Giappone e a insegnargli a scrivere. Yao considerava Kiku come suo fratello minore fino alla seconda guerra sino-giapponese. È doppiato da Yuki Kaida.

## Personaggi secondari

### Austria
Roderich Edelstein (ローデリヒ・エーデルシュタイン?, Rōderihi Eederushutain) rappresenta l'Austria. Ha gli occhi viola e capelli castani mossi, con un ricciolo ribelle. Indossa degli occhiali, un cappotto blu e dei pantaloni neri. Quando era più giovane, indossava una giacca fucsia e dei pantaloni viola; nell'anime sono stati utilizzati solamente gli abiti che indossa una volta adulto. È descritto come un ragazzo ottimista, tranquillo e un po' paranoico, che ama molto suonare il pianoforte; i suoi principali interessi sono infatti l'arte, la musica e le torte. Ha spesso un atteggiamento da aristocratico, anche se non dimostra alcuna vergogna a gridare o a protestare ingiustamente. Oltretutto, non ha alcun senso dell'orientamento e frequenti sono le volte in cui si perde. Austria tende sempre a porre i suoi interessi prima del lavoro stesso, a differenza di Germania, sempre rigoroso, serio e gran lavoratore. Roderich ha inoltre paura degli animali marini. È doppiato da Akira Sasanuma.

### Canada
Matthew Williams (マシュー・ウィリアムズ?, Mashū Wiriamuzu) rappresenta il Canada. Viene raramente rappresentato nelle Forze Alleate. Ha un fratello, di nome Alfred, che rappresenta l'America. Appare come un ragazzo con i capelli biondo scuro con degli occhi sul violetto, con un capello riccio davanti e portante gli occhiali. È abbastanza timido, solitamente non riesce a farsi valere, è molto calmo e piuttosto sensibile, tutto il contrario del fratello. Date le loro enormi somiglianze fisiche, però, tutti a parte pochi lo scambiano per lui. Ha anche un orso polare parlante come animale, di nome Kumajiru che di solito tiene in braccio. Quasi tutti tendono a dimenticarlo, a non vederlo e a non dargli importanza. Da piccolo è stato allevato sia da Inghilterra sia da Francia, facendolo separare dal fratello fino a quando da bambini Inghilterra non li fa reincontrare. Gli piacciono molto lo sciroppo d'acero e i pancake. È doppiato da Katsuyuki Konishi.

### Liechtenstein
Liechtenstein è la sorella adottiva di Svizzera. Viene rappresentata come una ragazzina con capelli corti e biondi. Liechtenstein molte volte viene vista vestire un abito a maniche lunghe sul violetto/rosso intenso però altre volte indossa un'uniforme simile a quella del fratello. Prima dell'adozione indossava un vestito rosa e un grembiule. Ha una personalità umile e matura. Dopo la prima guerra mondiale cadde in rovina e in fin di vita venne salvata da Svizzera che la tratterà come una sorella. Dopo il suo taglio di capelli divenne così simile al fratello che una signora la scambiò per una maschio, però per farla sembrare più simile ad una donna Svizzera le comprò un nastro blu scuro. È doppiata da Rie Kugimiya.

### Spagna
Antonio Fernandez Carriedo (アントーニョ・フェルナンデス・カリエド?, Antōnyo Ferunandesu Kariedo) rappresenta la Spagna e molto spesso si può vedere in compagnia della sua colonia Sud Italia. È di altezza media, ha i capelli mossi color castano scuro, gli occhi verde acceso e la pelle leggermente abbronzata. Molte volte viene raffigurato con una semplice camicia gialla coperta da un gilet rosso, e dei lunghi pantaloni blu. Appare come un ragazzo allegro ma che quando si arrabbia sa scatenare una forza impressionante. Ragazzo passionale, allegro e campagnolo, Spagna una volta era una delle nazioni più potenti, un incallito viaggiatore fino a quando non fu tormentato da Regno Unito e Paesi Bassi e più avanti da un giovane e nascente America e gettato nella guerra e nella povertà. Nonostante tutte le difficoltà è rimasto sempre ottimista. Non riesce a leggere le situazioni, ci prova e, anche se ha buone intenzioni, a volte gli capita di venire fuori come una persona insensibile e incapace. Spagna sembra essere amante dei bambini, o per lo meno dei fratelli Italia. È doppiato da Gō Inōe.

### Sud Italia
Lovino Vargas (ロヴィーノ・ヴァルガス?, Rovīno Varugasu), altrimenti noto con il nome di Romano (ロマーノ?, Romāno), rappresenta la parte meridionale dell'Italia. Per via dei continui, improvvisi e frenetici ripensamenti e cambi di colore da parte di Himaruya, oggi l'aspetto fisico di Lovino Vargas è motivo di grande incertezza. Appare come un ragazzo dai capelli corti di colore castano scuro; nelle prime immagini ufficiali del manga i suoi occhi erano verdi, ma più volte, nei lavori successivi, mutano in ambra, nocciola o marrone scuro. Anche il colore della pelle venne, man mano che la serie acquistava fama e notorietà, alleggerito, passando dall'olivastro iniziale all'abbronzato, fino a divenire chiaro quasi quanto quello di suo fratello Feliciano. All'inizio Lovino risultava molto alto rispetto al fratello, oltre che notevolmente più robusto, ma con l'andare della serie rimpicciolì fino a raggiungere pressoché la sua stessa corporatura. Indossa una divisa color kaki. Lovino è molto galante con le donne, ma è un po' più timido con gli uomini. È pigro ed irascibile, ma cela una personalità altruista e gentile. Le attività in cui è abile sono la cucina, l'agricoltura e l'allevamento. Lovino usa spesso un linguaggio piuttosto scurrile. Ha trascorso la sua infanzia a casa di Spagna, con cui ha una grande affinità, ereditando da lui religione e cultura. È di carattere un po' chiuso e tradizionalista: mentre l'Italia del nord cerca di imitare la cultura di altre nazioni, Lovino rifiuta categoricamente di abbandonare le proprie tradizioni come ad esempio la pasta, i pomodori e le olive. È doppiato da Daisuke Namikawa.

### Ungheria
Elizabeta Héderváry (エリザベータ・ヘーデルヴァーリ?, Erizabēta Hēderuvāri) rappresenta l'Ungheria. Ha i capelli lunghi, mossi, color castano chiaro e gli occhi verdi. Nell'anime indossa un abito da cameriera nero e arancione. La sua divisa ufficiale è di color verde petrolio completa di cappello e della sua inseparabile padella di ghisa. Inoltre porta un fiore tra i capelli, che a detta di Himaruya rappresenta il lago Balaton. Ungheria viene descritta come una giovane donna gentile e premurosa. Da piccola era una nomade che amava rincorrere i cavalli nelle praterie. Inoltre pensava di essere un maschio per i suoi modi di fare. Durante l'Impero austro-ungarico, ha fatto da sorella maggiore al piccolo Veneziano, al quale è molto affezionata, e fu lei stessa a vestirlo da donna, facendo in modo che tutti credessero che fosse una bambina. Nonostante lo scioglimento dell'Impero austro-ungarico, Elizabeta sembra essere ancora molto legata ad Austria. È doppiata da Michiko Neya.

### Prussia
Gilbert Beilschmidt (ギルベルト・バイルシュミット?, Giruberuto Bairushumitto) rappresenta la Prussia. Ha i capelli bianchi e gli occhi rossi nella maggior parte delle immagini in cui è raffigurato. È uno spirito libero con l'amore per la battaglia e "lo stare da solo". Inizialmente Himaruya lo aveva ideato come un cattivo ma si è evoluto più come un personaggio hetare col passare del tempo. Nonostante le apparenze però, è una persona seria e metodica che ama l'ordine e la pulizia; è fissato con le cose kawaii ed awesome come i pulcini e gli oggetti graziosi. È doppiato da Atsushi Kōsaka.